# Tear-off
Een tear-off is een wegwerpvizier voor helmen dat bij wedstrijden in de autosport of motorsport wordt gebruikt.
Het helmvizier wordt 'bekleed' met meerdere tear-offs, zodat de coureur gedurende een wedstrijd meerdere keren een schoon vizier kan gebruiken. Gebruikte tear-offs worden tijdens de wedstrijd gewoon weggegooid.
Bij motorcross is het voor een rijder te moeilijk het lipje van een tear-off te vinden, daarom worden roll-offs gebruikt.